# Литвиненко Василь Костянтинович
Литвиненко Василь Костянтинович (1899—1967) — балетмейстер, педагог, соліст балету, оперний співак. Заслужений артист Грузинської РСР (1941).

## З життєпису
Народився в 1899 році в селі Савельєвка Миколаївського повіту (Саратовська область).
Всупереч волі батька, поїхав вчитися в технікум в Саратов. Там захопився танцями, став займатися, згодом був запрошений на роботу в балет, навчання спеціальності «хімік» не закінчив. Пізніше здобув вищу освіту в консерваторії в Тбілісі, поєднуючи навчання оперному співу і роботу в балеті. Згодом Литвиненко працював в театрах Саратова, Москви (недовго в Большому театрі), Тбілісі, Баку, Харкова, Києва. Постановник балетів: «Лебедине озеро» (1926), «Пан Каньовський» (1931), «Ференджі» (1932), «Есмеральда» (1937); «Малтаква» (1938, спільно з Джаврішвілі), «Данко» (1948), «Весна в Ала-Тоо» (1955) та ін. Виконував соло в партіях: майор Кемпбелл («Ференджі»), Ремі Ахалкаці («Малтаква»), Джарджі («Серце гір»), Ярош («Пан Каньовський») та ін.
Помер 3 лютого 1967 року, похований в Москві на Введенському кладовищі.